# Tolomouch Okeïev
Tolomouch Okeïevitch Okeïev (en russe : Толомуш Океевич Океев) est un cinéaste soviétique de nationalité kirghize, né le 11 septembre 1935 à Bokonbaïevo, dans la RSSA kirghize (Union soviétique) et décédé le 18 décembre 2001 à Ankara (Turquie).

## Biographie et carrière
Formé à l'école des ingénieurs du son de Léningrad, en RSFS de Russie, puis à la réalisation aux cours supérieurs de formation des scénaristes et réalisateurs de Moscou, il commence à tourner dans les années 1960. Il forme, aux côtés de Bolotbek Chamchiev et Melis Ouboukeïev la première génération des cinéastes kirghizes, qualifiée en Union soviétique de « miracle kirghize ». 
Réalisme et recherche de beauté formelle caractérisent son style dans des films mettant en scène la société rurale kirghize en pleine mutation. Ses films, avec une place toute particulière pour Le Ciel de notre enfance sont généralement considérés comme les principaux classiques du cinéma kirghize, dont les studios nationaux portent désormais son nom.
En 1989, il devient député du peuple d'Union soviétique.
Il est nommé ambassadeur de Kirghizistan en Turquie et en Israël en 1993-1998, puis ambassadeur de l'Organisation internationale pour la culture turque en Turquie en 1998-2000.  
Mort à Ankara, Tolomouch Okeïev est enterré à Bichkek au cimetière Ala-Archinskoe.

## Filmographie
- 1963 : Chaleur torride de Larissa Chepitko (chef-opérateur du son)

### Réalisateur
- 1965 : Chevaux (Это лошади) — documentaire
- 1966 : Le Ciel de notre enfance (Небо нашего детства)
- 1968 : Boom (Боом) — documentaire
- 1969 : Un collier de montagnes — documentaire
- 1970 : L'héritage
- 1972 : Incline-toi devant le feu (ru) (Поклонись огню)
- 1973 : Le Féroce (Лютый)
- 1975 : La Pomme rouge (ru) (Красное яблоко)
- 1977 : Oulan (ru) (Улан)
- 1980 : L'Automne doré (Золотая осень)
- 1984 : Le Descendant du léopard blanc (Потомок белого барса)
- 1986 : Les Mirages de l'amour (ru) (Миражи любви)
- 1992 : Genghis Khan (Чингисхан)